# Municipio de Härjedalen
Härjedalen (en sueco: Härjedalens kommun; en sami meridional, Herjedaelien tjïelte) es un municipio de la provincia de Jämtland, Suecia, en las provincias históricas de Härjedalen, Hälsingland y Dalarna. Su sede se encuentra en la localidad de Sveg. El municipio corresponde más o menos, pero no con exactitud, a la provincia histórica (landskap) de Härjedalen.
El municipio fue creado en 1974 y es uno de los dos en Suecia con el nombre de una provincia histórica (el otro es el municipio de Gotland).

## Geografía
Con una superficie total de 11 935 km², es el quinto municipio más grande de Suecia. Limita con Noruega y se encuentra principalmente en los Alpes escandinavos. En el centro del municipio se encuentra el parque nacional de Sonfjället, hábitat importante para el oso pardo. A pocos kilómetros al norte se encuentra el centro turístico de Vemdalen y en las montañas cerca de la frontera noruega está Funäsdalen.

## Localidades
Hay ocho áreas urbanas (tätort) en el municipio:
| # | Tätort      | Población |
| - | ----------- | --------- |
| 1 | Sveg        | 2535      |
| 2 | Funäsdalen  | 992       |
| 3 | Hede        | 819       |
| 4 | Vemdalen    | 564       |
| 5 | Ytterhogdal | 475       |
| 6 | Ulvkälla    | 402       |
| 7 | Lillhärdal  | 379       |
| 8 | Norr-Hede   | 226       |

## Demografía

### Desarrollo poblacional
| Gráfica de evolución demográfica de Härjedalen entre 1810 y 2015 |
|                                                                  |
| Fuente: SCB                                                      |